# Teylers Ovale Zaal

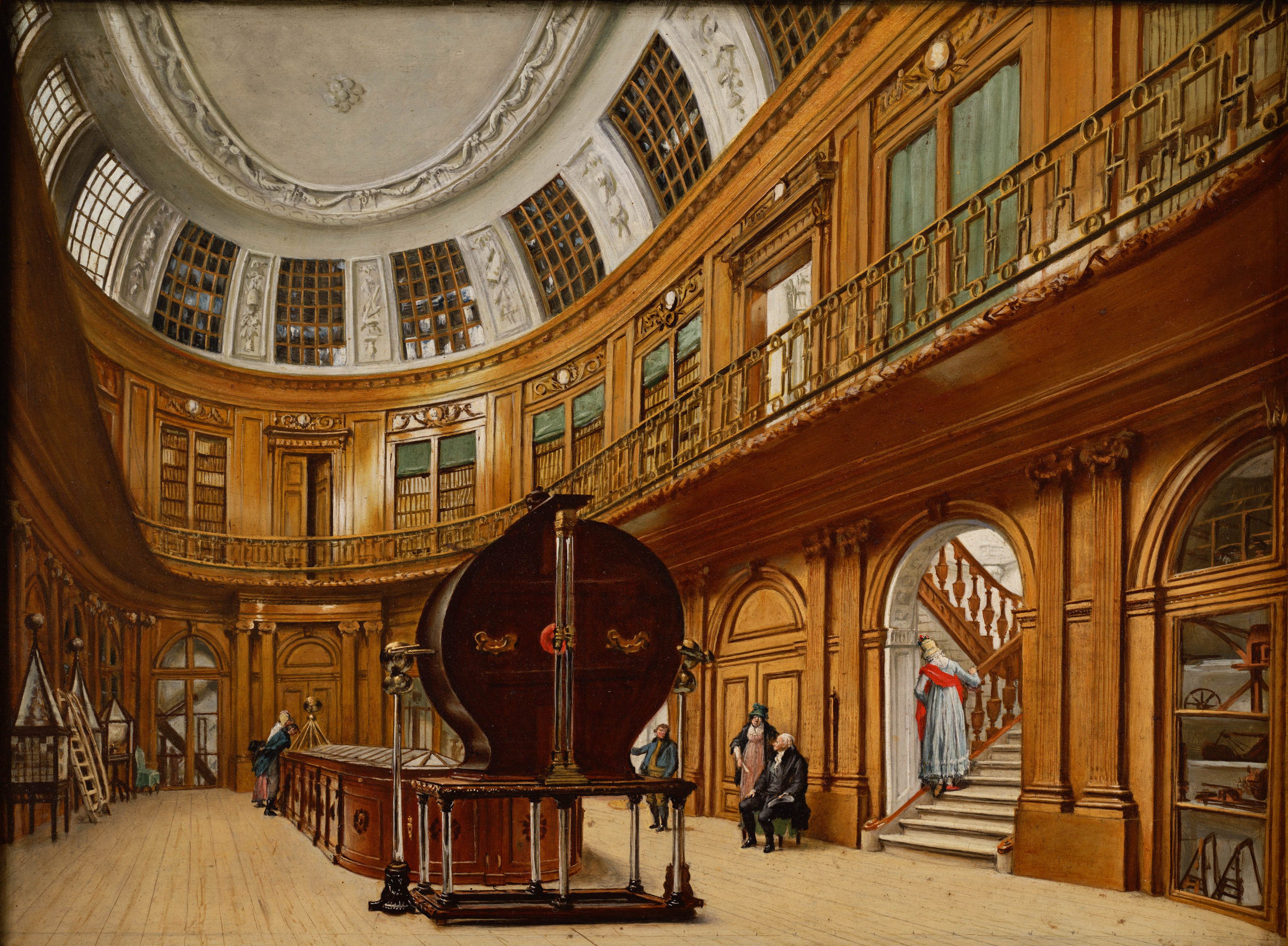
Schilderij van Wybrand Hendriks uit 1800 van de Ovale Zaal in Teylers Museum met de grote elektriseermachine van Martinus van Marum.

De Ovale Zaal in Teylers Museum was het eerste gedeelte van het museum, het werd gebouwd in de achtertuin van het voormalige huis van Pieter Teyler. In 1779 droeg de raad van directeuren van Teylers Museum Leendert Viervant op om een "boek- en liefhebberyzaal" te ontwerpen. Teylers Museum, en dus ook de Ovale Zaal, was het eerste museum in Nederland dat open was voor het publiek.
In de Ovale Zaal werden experimenten aan het publiek voorgedaan, daarnaast was er op de omloop een bibliotheek. In het midden van de zaal stond een grote tafel. In die tafel zaten de tekeningen en prenten en de mineralenverzameling. Op de tafel werden experimenten uitgevoerd. De centrale tafel stond op rails, zodat deze weggereden kon worden als het experiment met de grote elektriseermachine van Martinus van Marum voorgedaan werd aan het publiek. Later werd deze centrale tafel omgebouwd tot vitrine, waarin al sinds 1800 voorwerpen tentoongesteld worden. Instrumenten stonden opgesteld aan de zijkant van de zaal in vitrinekasten. Sinds 1800 is de vorm van de zaal, en zijn inhoud, nauwelijks gewijzigd.
In 2009 zijn delen van de zaal gerestaureerd. Zo is onderzocht welke kleur de gietijzeren balustrade oorspronkelijk had, en is deze kleur hersteld. Daarnaast is er in 1781 voor 36 gulden aan goud in het plafond verwerkt, waar dit precies was is niet teruggevonden. Uiteindelijk zijn de stralen van het middenrozet in 2009 verguld, ondanks dat op het rozet geen sporen van vroegere vergulding aangetroffen zijn.

## Expositie
De omloop van de centrale zaal, met boekenkasten, is niet open voor het museumpubliek. De begane grond is wel open voor het publiek. De expositie in de zaal is sinds 1800 nauwelijks gewijzigd. In de centrale vitrines liggen mineralen gerangschikt alsmede het Topje van de Mont Blanc, dat in 1787 afgehakt is door de een van de eerste beklimmers van de berg, Horace-Bénédict de Saussure. In de vitrines aan de zijkanten en los in de zaal staan instrumenten opgesteld. Bijvoorbeeld een wereld- en hemelglobe van George en Dudley Adams uit Londen.